# Jorge Obeid
Jorge Alberto Obeid (Diamante, Entre Ríos, 24 de noviembre de 1947 - Santa Fe, 28 de enero de 2014) fue un ingeniero químico, profesor y político argentino del Partido Justicialista (PJ). Fue concejal e intendente de la ciudad de Santa Fe, gobernador de la provincia de Santa Fe en dos oportunidades y también tres veces diputado nacional, además de haber ejercido diversos cargos en el seno del Partido Justicialista, en el que militó desde el año 1972.
Jorge Obeid fue exiliado y posteriormente ilegalmente detenido por la dictadura cívico-militar autodenominada Proceso de Reorganización Nacional en Argentina en el marco de la «Operación Claridad», decretada por el dictador Jorge Rafael Videla el 9 de abril de 1976. Obeid había regresado en secreto de Perú, donde se había exiliado, con el objetivo de visitar parientes suyos en la localidad de Diamante cuando fue detenido. Al haber pasado a disposición del Poder Ejecutivo Nacional, fue liberado a mediados del año 1977.
El 22 de junio de 2013, Obeid fue oficializado como primer candidato a diputado nacional por el Frente para la Victoria en las Primarias Abiertas Simultáneas y Obligatorias del mes de agosto de ese año.

## Biografía

### Primeros años, exilio y regreso
Jorge Obeid nació el 24 de noviembre de 1947 en Diamante, Entre Ríos. Sus padres fueron Juan Antonio Obeid y Edi Alcira D'Acierno de Obeid. En Diamante cursó estudios primarios en la Escuela Independencia y los secundarios en la Escuela Nacional y a los 17 años de edad se mudó a la ciudad de Santa Fe con el objetivo de cursar sus estudios universitarios en Ingeniería Química, inscribiéndose a ese efecto en la Universidad Nacional del Litoral.
En la Universidad Nacional del Litoral ejerció luego como docente entre los años 1972 y 1976, momentos en los que empezó a militar en la Juventud Peronista, llegando a ser jefe de la Regional II de esa organización hasta que renunció a su cargo en 1974. A partir del golpe de Estado que instaló en el poder a la dictadura cívico-militar autodenominada Proceso de Reorganización Nacional tuvo que exiliarse en Perú durante dos años, al cabo de los que decidió visitar su pueblo natal. Durante esa visita fue detenido en el marco de la «Operación Claridad», decretada por el dictador Jorge Rafael Videla el 9 de abril de 1976. Por haber sido «blanqueado», logró ser liberado de la cárcel a mediados del año 1977.
Desde su regreso a la Argentina y hasta 1987 se desempeñó en la actividad privada siendo su especialidad la química de los poliuretanos. Trabajó en CINTER, la empresa dedicada a las construcciones industrializadas. Mientras tanto fue vocal titular del consejo provincial del Partido Justicialista de Santa Fe entre los años 1985 y 1987.

### Carrera política
En 1987 fue elegido concejal municipal de la ciudad de Santa Fe, banca que ocupó hasta el vencimiento de su mandato en el año 1991. Asumió entonces el cargo partidario de secretario general del Partido Justicialista en Santa Fe. En 1989 fue intendente interino de la capital santafesina tras la destitución de Carlos Aurelio Martínez, siendo luego confirmado por el voto popular y elegido para el periodo 1991/1995. Durante su mandato fue elegido presidente y más tarde miembro informante de la Federación Argentina de Municipios. Participó además en la Comisión de Federalismo de la Convención Reformadora de la Constitución de la Nación Argentina en 1994.
Durante la crisis de 2001 sonó para ser jefe de gabinete de ministros pero luego desmintió el ofrecimiento, lo cual sumado a la confusión generalizada en esas jornadas convulsas ha permeado el error de que ocupara alguna vez dicho cargo.Múltiples versionescoinciden a atribuirlo al veto del entonces gobernador santafecino Carlos Reutemann.

#### Gobernador de Santa Fe (2003-2007)
Fue elegido gobernador de la Provincia de Santa Fe con el 47,8 % de los votos y ejerció como vicepresidente del Partido Justicialista de la provincia entre los años 1995 y 1999. Al finalizar su mandato, fue elegido diputado nacional en el año 1999 y fue nuevamente electo para ocupar la Casa Gris provincial en 2003 con el 50,95 % de los votos, siendo favorecido por la llamada ley de lemas al sumarse en su favor los sufragios de todas las corrientes del Partido Justicialista. La arquitecta María Eugenia Bielsa fue vicegobernadora durante su mandato y su gestión estuvo caracterizada por un importante nivel de obras públicas, especialmente en la ciudad de Rosario.
Al no estar contemplada en la Constitución Provincial la reelección consecutiva para gobernadores y vicegobernadores, no pudo presentarse a las elecciones del año 2007 y fue sucedido en el cargo por Hermes Binner, candidato del Partido Socialista. Obeid fue entonces electo como diputado nacional en esas elecciones. 

#### Diputado nacional
En la  Cámara de Diputados fue vicepresidente primero de la Comisión de Relaciones Exteriores y Culto. Formó parte del bloque del Frente para la Victoria hasta su alejamiento en 2009 para formar parte del bloque Santa Fe Federal.
El 22 de junio de 2013, Obeid fue oficializado como primer candidato a diputado nacional por el Frente para la Victoria en las Primaria Abiertas Simultáneas y Obligatorias del mes de agosto de ese año. Según Obeid, su candidatura radica en el hecho de que la provincia necesita un cambio, pues la actual administración tiene «un grave problema de ineficiencia, de administración de la cosa pública y de gestión que las autoridades provinciales no han sabido resolver». Al dejar la gobernación en el año 2007, afirma que Santa Fe era una provincia floreciente, con obra pública, sin conflictos y con dinero en caja y, seis años después, es una provincia postrada, sin obra pública, endeudada, con grandes problemas de avance del narcotráfico, de inseguridad y sin ningún gesto de humildad del gobierno que indique las causas ni soluciones para estos problemas que afectan a la provincia.
Ante esas deficiencias señaladas, Obeid ha propuesto en reiteradas oportunidades debatir con el candidato del Partido Socialista Hermes Binner, afirmando que sería «necesario y muy interesante» plantear una discusión pública sobre esas problemáticas. «Me gustaría debatir cara a cara con Binner sobre las necesidades de los santafesinos, el crecimiento del narcotráfico, la inseguridad, la obra pública y sobre las viviendas, entre otras cosas», dijo Obeid al respecto.
En materia de políticas igualitarias en lo que se refiere a la orientación sexual, Jorge Obeid «votó contra la ley de matrimonio igualitario y se ausentó en el debate por la Ley de Identidad de Género, leyes apoyadas por gran parte del kirchnerismo. Además, como gobernador bloqueó todo tipo de reivindicación de derechos para el colectivo LGBT y hasta protagonizó contrapuntos con las organizaciones locales a raíz de controvertidos cursos de educación sexual integral para docentes, impartidos por referentes de la Iglesia católica». No obstante, durante la campaña como candidato a diputado del Frente para la Victoria en 2013, su spot publicitario mencionaba que «Eligió que puedas elegir» en relación con el matrimonio igualitario, hecho criticado por el candidato al Frente de Izquierda y de los Trabajadores Octavio Crivaro.

### Fallecimiento
En diciembre de 2013 había asumido su tercer mandato como diputado nacional, por el Frente para la Victoria. El exgobernador de 66 años, oriundo de Diamante, falleció poco antes de las 16:00 el 28 de enero de 2014 en el Sanatorio San Jerónimo, de la capital provincial. Estuvo internado cuatro días luego de sentir mareos tras conceder una entrevista con Canal Encuentro y tras haber sufrido un ACV. El legislador sufría una larga enfermedad y el cuadro se complicó a partir de un diagnóstico de tromboembolismo. Su lugar en la Cámara de Diputados de la Nación fue ocupado por Eduardo Seminara, entonces vicerrector de la Universidad Nacional de Rosario.